# سسک‌های زمینی
سسک‌های زمینی (نام علمی: Robsonius) یک سرده از پرندگان گنجشک‌سان از خانواده سسکان ملخی است. این سرده توسط پرنده‌شناس انگلیسی نایجل جی کولار در سال ۲۰۰۶ با سسک زمینی کوردیلرا (Robsonius rabori) به عنوان گونه نماد معرفی شد. این نام به افتخار پرنده‌شناس بریتانیایی کریگ آر رابسون برگزیده شد.